# Parc Nacional d'Arli
El parc nacional d'Arli, també anomenat d'Arly, és un parc nacional localitzat a la Província de Tapoa al sud-est de Burkina Faso. Comparteix límits amb el parc nacional Pendjari de Benín al sud i amb la Reserva Singou a l'oest.

Àrees Protegides per l'IUCN del complex de WAP

El parc té uns 760 km² i compta amb una ampla varietat d'hàbitats, variant des de les galeries de boscos dels rius Arli i Pendjari a les sabanes forestals i turons de marès de la cadena de Gobnangou. Hi habiten uns 200 elefants africans, 200 hipopòtams i 100 lleons. Hi ha també búfals, mandrils, micos vermells i verds, phacochoerus, i diversos antílops, com l'occidental búbal i l'equí. Hi ha també antílops de bosc, duiquers i antilops d'aigua.
Al parc s'hi arriba per la carretera N19 via Diapaga (en l'estació seca també via Pama). El parc nacional té diverses piscines, com Tounga on hi ha una depressió, i hi ha dues piscines que són sovint visitades per fins a vint hipopòtams.
El parc era en el passat un hàbitat per al gos salvatge africà de l'oest (Lycaon pictus manguensis), tot i que aquest cànid probablement ha patit una extinció local a causa de l'expansió humana, i una manca de protecció nacional.